# Gmina Złoczew
Die Gmina Złoczew ist eine Stadt-und-Land-Gemeinde im Powiat Sieradzki der Woiwodschaft Łódź in Polen. Ihr Sitz ist die gleichnamige Stadt mit etwa 3400 Einwohnern.

## Geographie

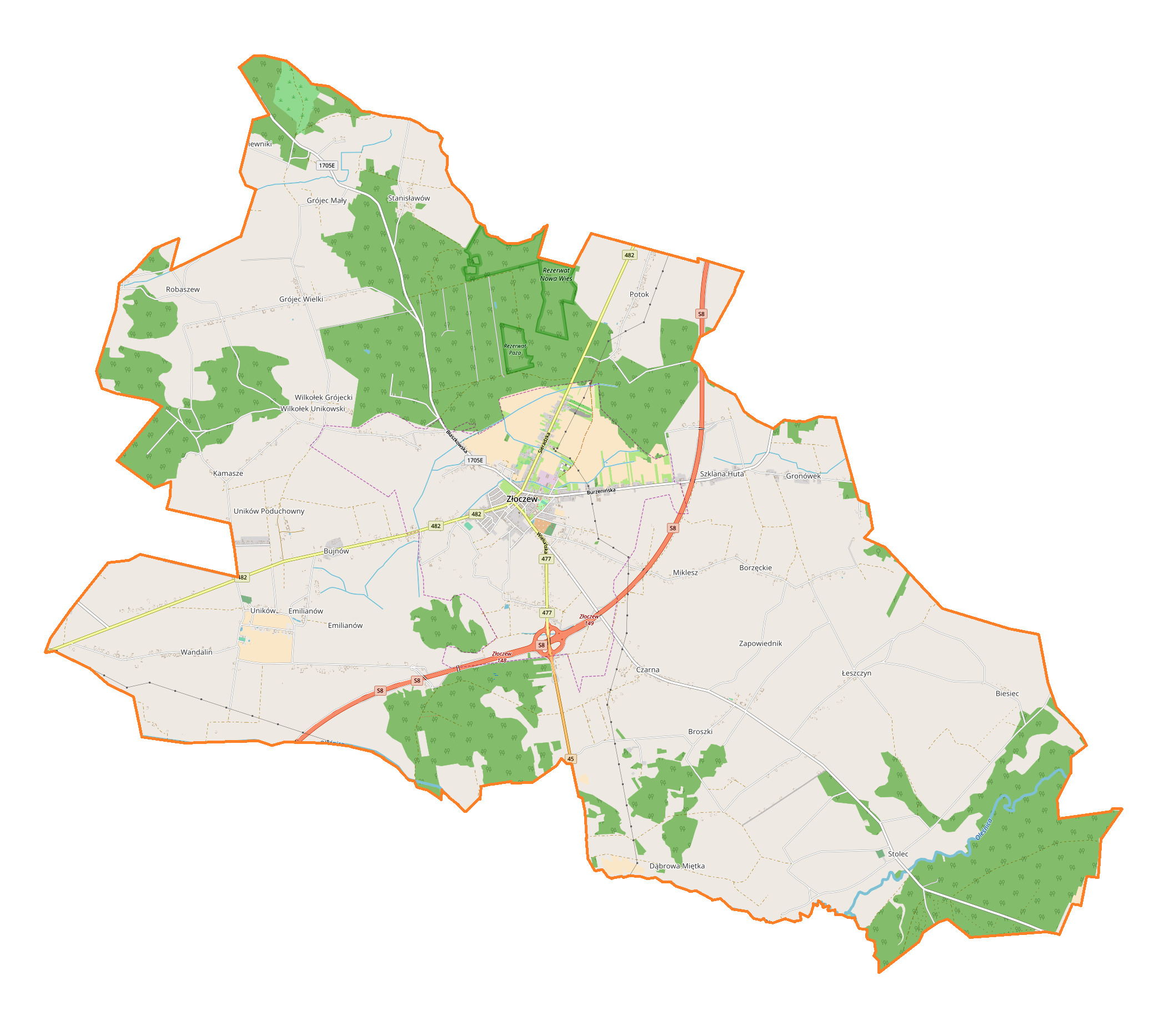
Karte der Gemeinde

Die Gemeinde liegt im Südwesten der Woiwodschaft. Die Stadt Łódź liegt etwa 60 Kilometer nordöstlich, die Kreisstadt Sieradz (1941: Schieratz) 15 Kilometer nördlich. Nachbargemeinden sind die Gemeinden Brąszewice im Nordwesten und Brzeźnio und Burzenin im Norden, Konopnica im Osten, Ostrówek im Süden, Lututów im Südwesten sowie Klonowa im Westen.
Wichtigstes Fließgewässer ist die 44 Kilometer lange Oleśnica im Süden der Gemeinde, ein linker Nebenfluss der Warthe. Sie bildet streckenweise einen Teil der Gemeindegrenze.
Die Gemeinde hat eine Fläche von 118 km², von der 68 Prozent land- und 23 Prozent forstwirtschaftlich genutzt werden.

## Geschichte
Das heutige Gemeindegebiet gehörte zum Powiat Sieradzki und seit 1945 zur Woiwodschaft Łódź im damaligen Zuschnitt. Die 1954 aufgelöste Landgemeinde Złoczew wurde zum 1. Januar 1973 aus verschiedenen Gromadas neu geschaffen. Sie kam wie die Stadt 1975 bis 1998 zur Woiwodschaft Sieradz. Der Powiat wurde in dieser Zeit aufgelöst.
Stadt- und Landgemeinde Złoczew wurden 1990/1991 zur Stadt-und-Land-Gemeinde zusammengelegt. Diese kam 1999 an die Woiwodschaft Łódź heutigen Zuschnitts und zum wieder eingerichteten Powiat. Der Hauptort der Gemeinde hatte 1919, die 1870 aberkannten Stadtrechte zurückerhalten.

## Gliederung
Die Stadt-und-Land-Gemeinde (gmina miejsko-wiejska) Złoczew mit 7131 Einwohnern (Stand 31. Dezember 2020) besteht aus der Stadt selbst und 20 Dörfern mit Schulzenämtern (sołectwa). Diese sind:
Borzęckie
Broszki
Bujnów
Czarna
Dąbrowa Miętka
Emilianów
Gronówek
Grójec Mały
Grójec Wielki
Kamasze
Łeszczyn
Miklesz
Potok
Robaszew
Stanisławów
Stolec
Szklana Huta
Uników
Wandalin
Zapowiednik
Kleinere Siedlungen sind Biesiec, Przylepka und zwei Waldsiedlungen mit Namen Grójec Wielki.

## Denkmalgeschützte Sehenswürdigkeiten
- Kirche św. Stanisława in Uników, 1875 errichtet[4]
- Kirche św. Andrzeja in Złoczew, 1614–1617/18. Jahrhundert[5]
- Kamaldulenser-Kloster mit Nebengebäuden in Złoczew (17.–19. Jahrhundert)[6]
- Herrenhaus und Nebengebäude in Złoczew (1616, 18/19. Jahrhundert).[7]

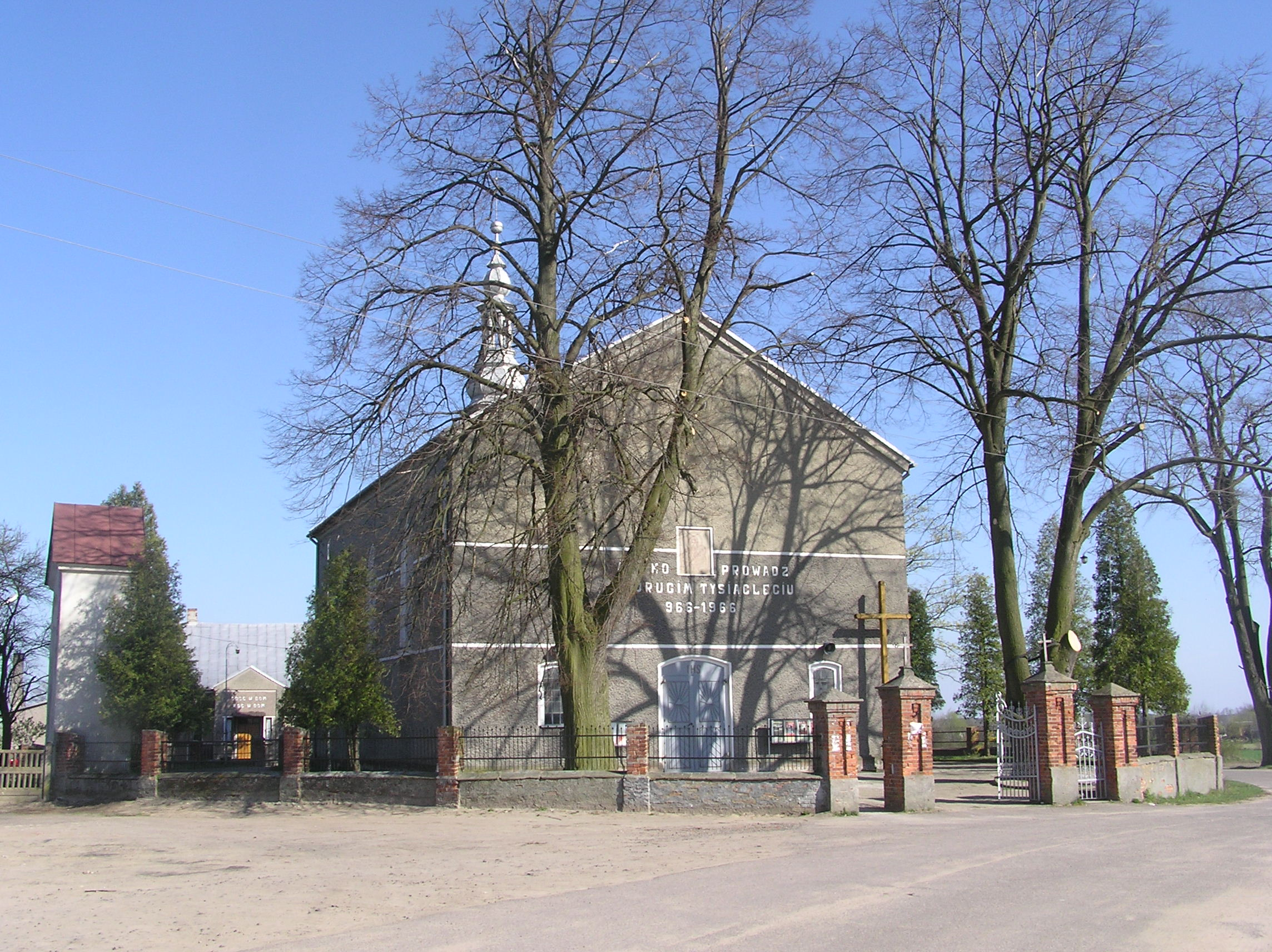
Kirche in Uników
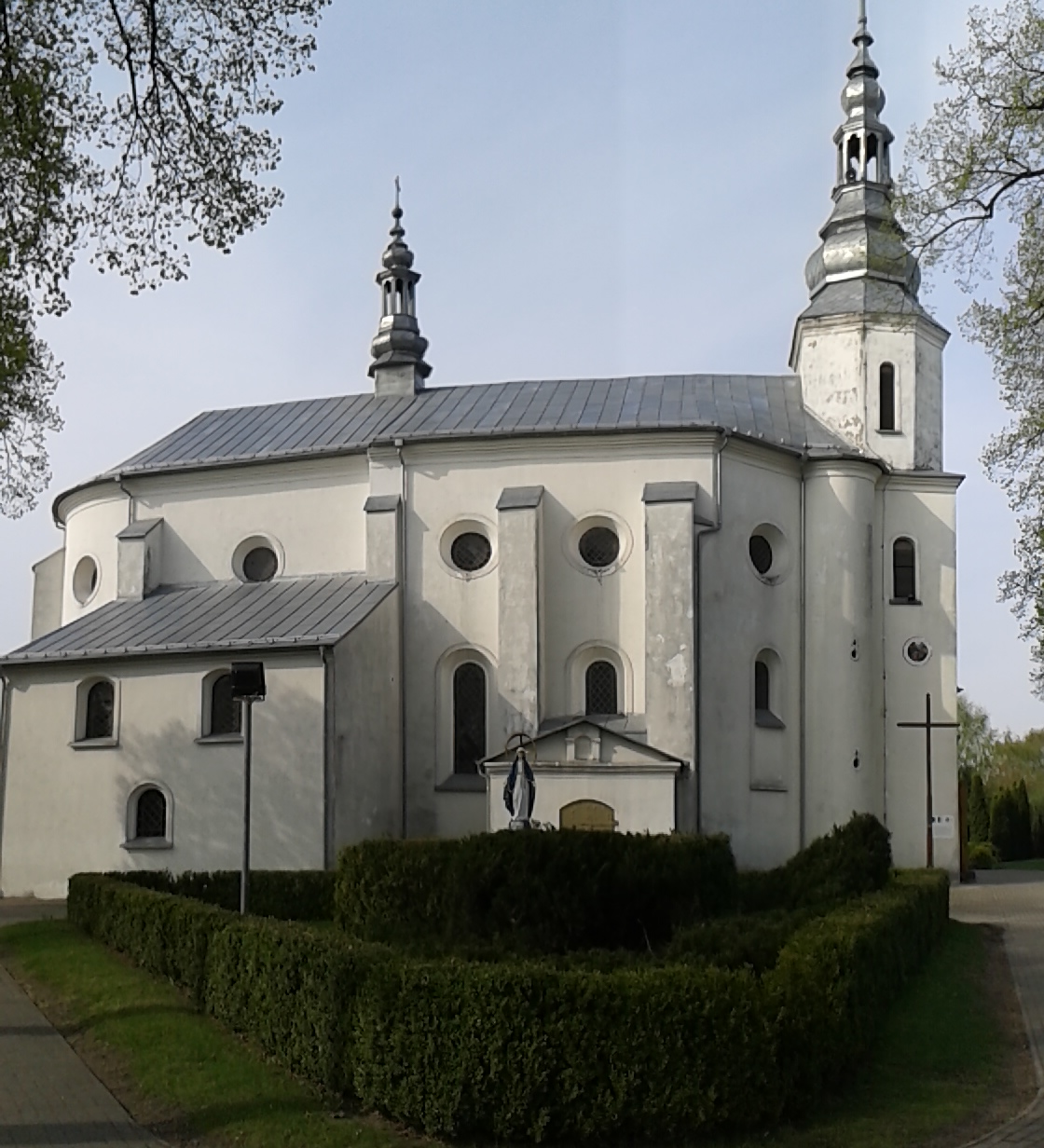
Kirche św. Andrzeja
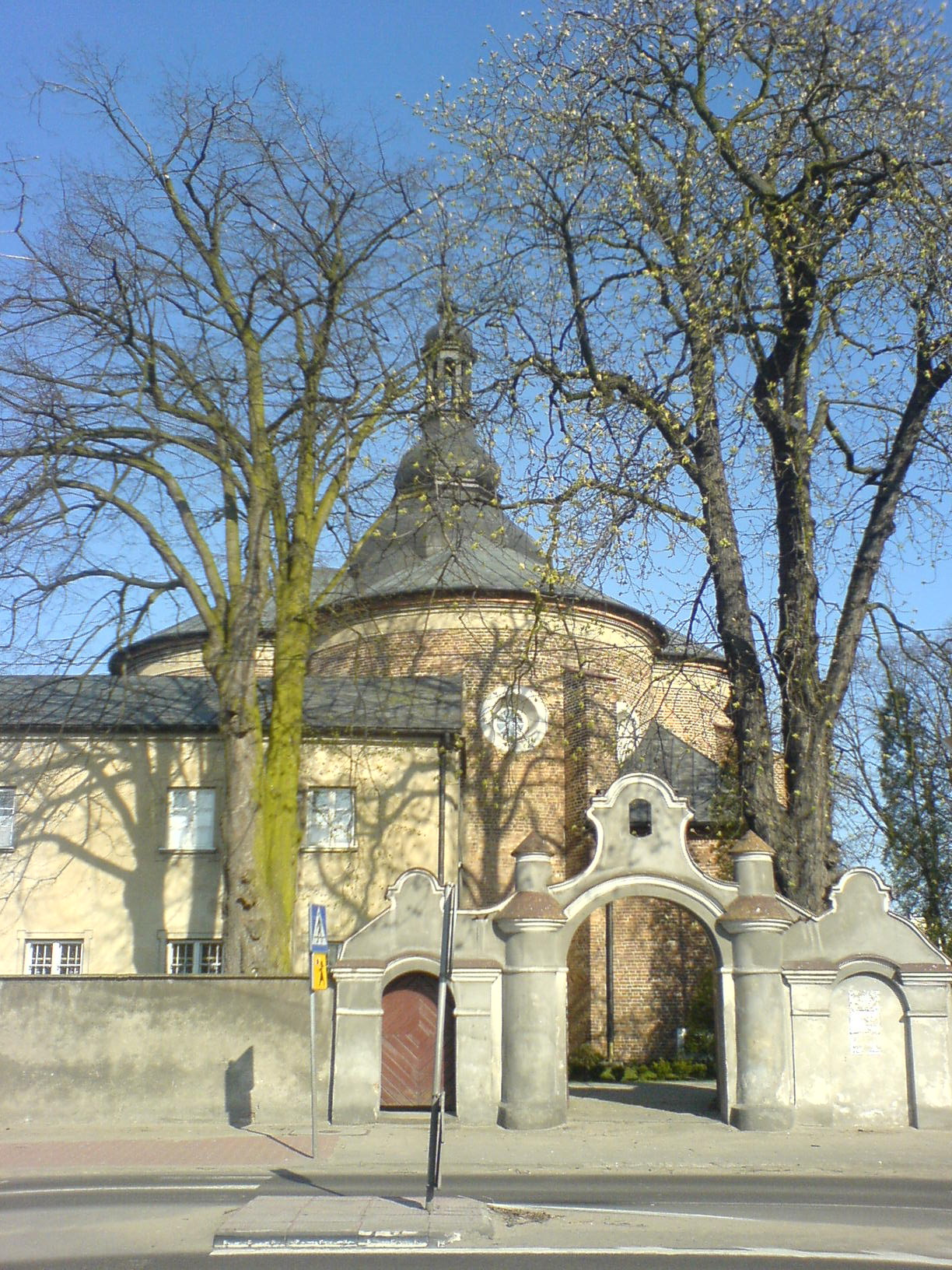
Kamaldulenser-Kloster
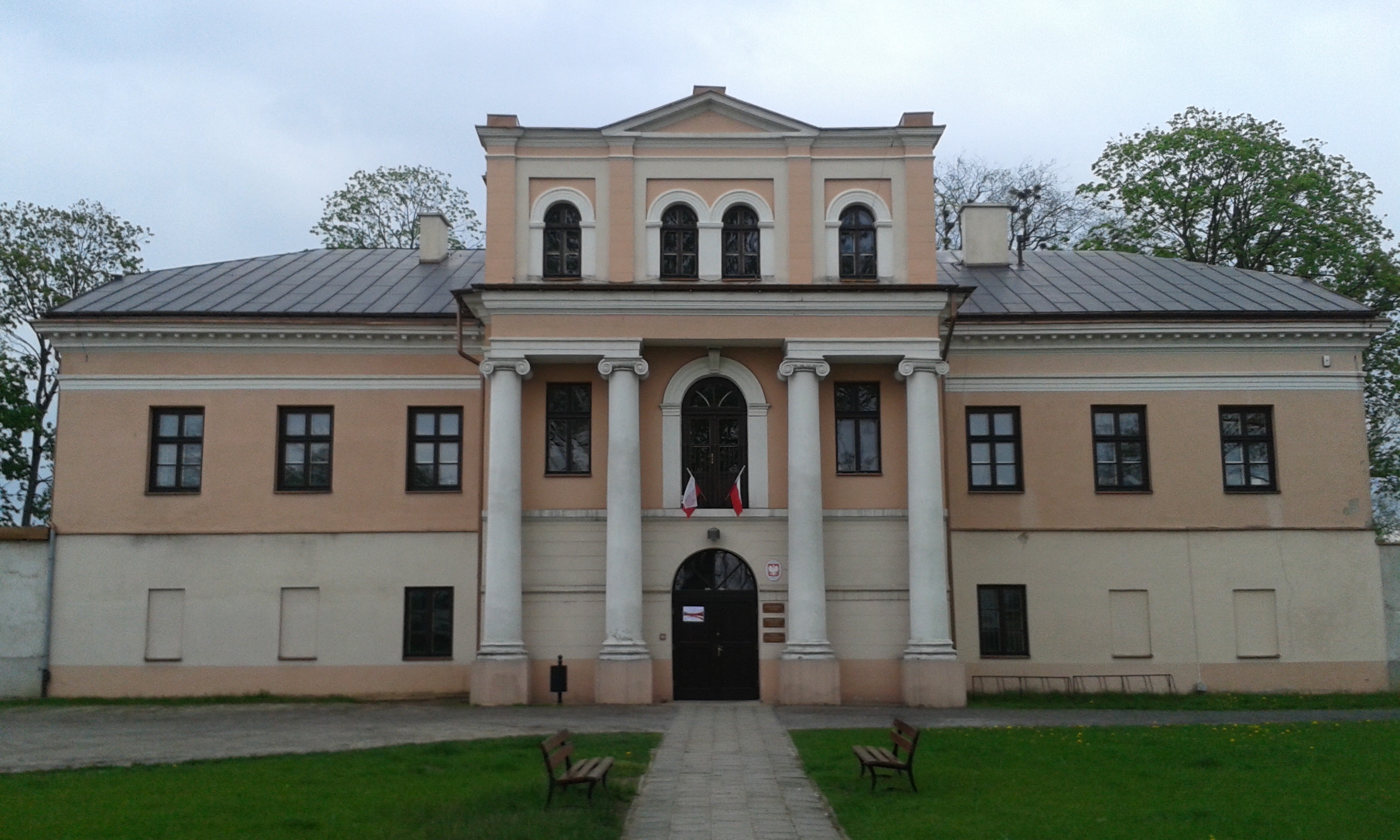
Herrenhaus in Złoczew

## Verkehr
Die wichtigste Verkehrsverbindung ist die Schnellstraße S8, die nach Breslau im Südwesten und über Łódź und Warschau nach Białystok im Nordwesten führt. Vom Hauptort der Gemeinde führt die Landesstraße DK45 nach Racibórz in der Woiwodschaft Schlesien. Die Woiwodschaftsstraße DW482 führt von Kępno (Kempen) in der Woiwodschaft Großpolen über Wieruszów (Weruschau) und Złoczew nach Sieradz und Łódź. Die DW477 ist mit 2,34 Kilometern eine der kürzesten Woiwodschaftsstraßen des Landes. Sie verbindet Złoczew und die DW482 mit dem Anschluss der S8 und der DK45.
Die nächste Bahnstation ist Wieluń Dąbrowa an der Bahnstrecke Herby–Oleśnica. – Łódź ist der nächste internationale Flughafen.